# Sorbose
A sorbose é um monossacarídeo do tipo hexose, de fórmula química C6H12O6. Faz parte do grupo das cetoses.
A sorbose é um açúcar produzido a partir da fermentação do sorbitol e amplamente utilizado na indústria para a produção de ácido ascórbico (vitamina C) através da bioconversão pela bactéria Ketogulonicigenium vulgare.